# 3%
3% è una serie televisiva brasiliana del 2016 che viene interamente pubblicata dal 25 novembre 2016 a livello globale in oltre 190 paesi dove è presente il servizio on demand Netflix. Si tratta di un reboot di una web serie del 2011 creata, prodotta e caricata su YouTube da Pedro Aguilera. Il 4 dicembre 2016, la serie è stata rinnovata per una seconda stagione. Le prime due stagioni sono state pubblicate su Netflix nel 2016 e 2018. Il 4 giugno 2018 la serie è stata rinnovata per una terza stagione che è stata pubblicata il 7 giugno 2019. Il 14 agosto 2020 è stata pubblicata la quarta ed ultima stagione su Netflix. La serie non è doppiata in italiano. Sono presenti le versioni in portoghese brasiliano (lingua originale), spagnolo ed inglese. I sottotitoli, invece, sono disponibili in italiano, inglese, portoghese brasiliano, tedesco e francese.

## Trama
La serie è ambientata in un futuro in cui le persone hanno la possibilità di andare a vivere nel "lato migliore" di un mondo diviso tra progresso e devastazione: una serie di prove seleziona il 3% dei candidati ai quali verrà concesso il privilegio di vivere in questo lato.
Il lato migliore, chiamato Offshore (Maralto in originale), è un'isola idilliaca caratterizzata da tecnologie avanzate e benessere per ogni suo abitante. Il restante 97% della popolazione è costretto a vivere per il resto della propria vita nell'Entroterra, una città in condizioni misere molto simile ad una gigantesca favela, dove risorse come cibo, acqua ed elettricità sono carenti. Ogni anno, chi raggiunge l'età di vent'anni ha la possibilità di migliorare la sua condizione di vita passando al lato migliore, ma soltanto dopo aver superato i numerosi ed intricati test di un processo annuale. L'accesso all'Offshore è molto complesso: gli abitanti del lato migliore, infatti, sono considerati esseri superiori, puri e privi di difetti. Lo scopo del Processo è perciò quello di selezionare tra i candidati solo quelli che saranno degni di appartenere all'élite dell'Offshore e di vivere in questo mondo paradisiaco. Il Processo è composto da prove designate per testare le capacità mentali di ogni partecipante, fra cui un'intervista (la prima prova) e molti altri test di vario genere e difficoltà.
Alla fine del Processo, tutti i partecipanti che sono riusciti a superare i test devono compiere un Rito di Purificazione come ultima prova per accedere definitivamente all'Offshore. Questo rito consiste nell'iniezione di un liquido in ogni partecipante rimasto che rende sterile l'individuo nel quale esso viene iniettato, al fine di impedirgli di procreare in alcun modo possibile. I partecipanti non sanno che diventeranno sterili e lo scopriranno quando arriverà per loro il momento del Rito, da cui ci si può anche ritirare, essendo tuttavia obbligati a fare ritorno nell'Entroterra se si prende questa decisione.

## Personaggi

### Personaggi principali
- Ezequiel (stagioni 1-2), interpretato da João Miguel. Il capo del Processo. Marito di Jùlia.
- Michele Santana (stagioni 1-4), interpretata da Bianca Comparato. Candidata del Processo 104. È stata cresciuta solo dal fratello maggiore, André Santana, poiché i genitori sono morti e si è unita alla Causa (un'associazione segreta dell'Entroterra intenta a fermare il Processo e a stabilire un'uguaglianza fra i due mondi) per vendicare il fratello (secondo lei) ucciso durante il Processo di 5 anni prima, il Processo 99. Avrà una storia con Fernando. Riuscirà a passare il Processo e andrà nell'Offshore.
- Fernando Carvalho (stagioni 1-2), interpretato da Michel Gomes. Figlio di un pastore della chiesa che professa la fede nel Processo e nella Coppia Fondatrice, ha perso la capacità di usare gli arti inferiori da piccolo per colpa di un incidente ed è costretto sulla sedia a rotelle sin da quel giorno. Si innamorerà di Michele. Si unirà alla Causa dopo che il Processo l'ha eliminato per un'ingiustizia.
- Rafael Moreira (stagioni 1-4), interpretato da Rodolfo Valente. Candidato proveniente da una famiglia numerosa. Ha rubato il chip di registrazione ad uno dei suoi fratelli per iscriversi una seconda volta al Processo, dopo non aver passato quello dell'anno precedente. È un infiltrato della Causa. Si innamora follemente di Elisa, dottoressa dell'Offshore, e avrà una relazione con lei per un po' di tempo.
- Joana Coelho (stagioni 1-4), interpretata da Vaneza Oliveira. Si è presentata al processo con un chip di registrazione falso (non appartenente a quest'ultima) proprio come Rafael. È un'orfana sopravvissuta ai margini della società che non è stata mai registrata e che cerca di lasciarsi alle spalle un oscuro ricordo passato. Avrà una storia con Natália. Non avendo passato il Processo per via di una prova decisiva crudele propostale da Ezequiel, si unirà alla Causa dopo essere stata eliminata per aver rifiutato di compiere la prova.
- Marco Álvares (stagioni 1-4), interpretato da Rafael Lozano. Candidato che proviene da una famiglia conosciuta per aver passato il Processo per generazioni, figlio della comandante Marcela. Ha un figlio di nome Mauricio. Avrà una storia con Glória. Farà parte della Milizia e dopo sarà residente della Conchiglia assieme a suo figlio.
- Aline (stagione 1, guest star stagione 2), interpretata da Viviane Porto. Inviata dell'Offshore per supervisionare l'operato di Ezequiel al Processo. Si scopre che in realtà la donna è stata inviata da un membro del Consiglio dell'Offshore con l'intento di scoprire quali sono i segreti che nasconde il capo del Processo.
- Silas (stagione 2, guest star stagione 4), interpretato da Samuel de Assis. Comandante della Causa.
- Glória Ribeiro (stagioni 2-4), interpretata da Cynthia Senek. Amica d'infanzia di Fernando Carvahlo. Innamorata di Marco Álvares. Vuole andare nell'Offshore a tutti i costi per dimostrarlo alla madre, che la insultava e sottovalutava sempre. Anche se la sua scaltrezza stupisce Marcela, il nuovo capo del Processo, la ragazza non riesce a passare il Processo per un'emergenza all'ultima prova. Dovendo abbandonare l'Edificio del Processo per via dell'emergenza, Glória venne eliminata.
- Marcela Álvares (stagioni 2-4), interpretata da Laila Garin. Comandante della Divisione, le forze armate dell'Offshore. Madre di Marco Álvares e nonna del piccolo Mauricio.
- André Santana (stagioni 2-4), interpretato da Bruno Fagundes. Fratello maggiore di Michele, primo assassino nell'Offshore. Venne creduto morto dalla sorella Michele per 5 anni, in quanto il Vecchio, capo della Causa, fece credere alla (allora) ragazzina che André era morto durante il suo Processo per spronarla a coltivare odio nei confronti dell'Offshore e a quindi unirsi alla Causa.
- Elisa (stagioni 2-4), interpretata da Thais Lago. Dottoressa dell'Offshore, fidanzata di Rafael per un breve periodo di tempo. Ex fidanzata di Otávio che muore suicida nella Conchiglia.
- Natália (stagione 4, ricorrente stagioni 2-3), interpretata da Amanda Magalhães. Membro della Causa. Si fidanzerà con Joana.
- Xavier Toledo (stagione 4, ricorrente stagione 3), interpretato da Fernando Rubro. Residente della Conchiglia. Noto per il fatto che la sua famiglia non è mai riuscita a passare il processo. Lui lo passerà, ma farà ciò per aiutare Michele a compiere una missione della Conchiglia e non riuscirà mai ad andare a vivere nell'Offshore.

### Personaggi secondari
- Júlia (stagione 1, guest star stagione 2), interpretata da Melanie Fronckowiak. Moglie di Ezequiel e impiegata del Processo. Ammalata di depressione, muore suicida. Ha un figlio nell'Entroterra, il quale nacque poco prima del Processo di sua madre.
- Matheus (stagione 1), interpretato da Sérgio Mamberti. Membro del consiglio dell'Offshore. Ostile a Ezequiel, cerca, attraverso Aline, di compromettere la sua posizione come capo del Processo.
- Nair (stagioni 1-4), interpretata da Zezé Motta. Membro capo del consiglio dell'Offshore, alleata e amica di Ezequiel.
- Il Vecchio (stagioni 1-2, 4), interpretato da Celso Frateschi. Capo della Causa. Mentirà a Michele per farla entrare nella Causa, facendole credere che il fratello di quest'ultima sia morto ingiustamente durante il suo Processo.
- Cássia (stagioni 1-2, guest star stagione 4), interpretata da Luciana Paes. Capo della sicurezza del Processo e alleata di Ezequiel.
- Bruna (stagione 1), interpretata da Lilian Regina. Amica di Michele. Accusata ingiustamente di essere un membro della Causa, viene uccisa da Cássia durante l'interrogatorio.
- Ágata (stagione 1), interpretata da Luana Tanaka. Partecipante del Processo. Muore durante una prova del Processo.
- Ivana (stagioni 1-2, guest star stagioni 3-4), interpretata da Roberta Calza. Membro della Causa che ha arruolato Rafael. Si farà uccidere da quest'ultimo poco prima che la Divisione possa rintracciarli, in modo da mantenere al sicuro i segreti della Causa senza il pericolo di rivelarli sotto tortura.
- Daniel (stagione 1, guest star stagione 2), interpretato da Leonardo Garcez. Partecipante del Processo.
- Laís (stagione 2, guest star stagioni 3-4), interpretata da Fernanda Vasconcellos. Una dei tre fondatori dell'Offshore. Ebbe una figlia, Tania, con il suo compagno di vita, Vítor. Recatasi nell'Entroterra per vedere la figlia, fu uccisa da un piccolo gruppo di membri della Causa.
- Samira (stagione 2), interpretata da Maria Flor. Fondatrice dell'Offshore assieme a Laís e Vítor. Morì dopo un incidente verificatosi durante un litigio con i suoi compagni Fondatori, quando questi decisero di distruggere la tecnologia dell'Entroterra e condannandolo all'attuale miseria.
- Vítor (stagione 2, guest star stagioni 3-4), interpretato da Silvio Guindane. Membro del trio fondatore dell'Offshore. Compagno di Laís e padre di Tania.
- Ariel (stagioni 2, 4, guest star stagione 3), interpretata da Marina Mathey. Amica transessuale di Glória. Passerà il Processo.
- Artur Moreira (stagioni 3-4), interpretato da Léo Belmonte. Fratello minore di Rafael e residente della Conchiglia insieme al fratello.
- Otávio Bernardes (stagione 3), interpretato da Rafael Losso. Residente della Conchiglia ed ex fidanzato di Elisa. Muore suicida.

## Episodi
| Stagione         | Episodi | Pubblicazione Brasile | Pubblicazione Italia |
| ---------------- | ------- | --------------------- | -------------------- |
| Prima stagione   | 8       | 2016                  | 2016                 |
| Seconda stagione | 10      | 2018                  | 2018                 |
| Terza stagione   | 8       | 2019                  | 2019                 |
| Quarta stagione  | 7       | 2020                  | 2020                 |